# گروه بنشی استیل
گروه بنشی استیل (انگلیسی: Benxi Steel Group) شرکت دولتی فولاد چینی است، که در سال ۱۹۰۵ تأسیس شد.